# 名和田知加
名和田 知加（なわた ちか、1985年2月17日 - ）は、日本のアナウンサー。
東京都出身。中央大学文学部卒業。エス・オー・プロモーション所属。

## 略歴
大学卒業後、2007年に福島テレビへアナウンサーとして入社。2013年3月に福島テレビを退社。2013年4月からエス・オー・プロモーション所属のフリーアナウンサーとして活動。

## 人物・エピソード
アナウンサーを志した理由として、大学時代に演劇を学び表現の楽しさを知ったことを挙げている。
走ることが趣味で、過去にホノルルマラソンを完走している。
2011年のFNSアナウンス大賞では、番組部門で敢闘賞を受賞。その表彰式に出席するためキー局のフジテレビへ向かう際、新幹線の中で東日本大震災（東北地方太平洋沖地震）の本震に遭った。
2012年7月21・22日放送の『FNS27時間テレビ2012 笑っていいとも!真夏の超団結特大号!! 徹夜でがんばちゃっても良いかな?』内のFNS対抗企画「FNSアナウンサーがんばった歌謡大賞」で福島テレビ代表として出演し、優勝を果たした（名和田に取っては2009年の三輪車レースに出場したがリタイアの屈辱を味わったために3年越しにリベンジを成し遂げた）。この番組への出演そして優勝が、福島テレビを離れてフリーになるきっかけとなったと自身のブログで語っている。

## 担当番組

### 福島テレビ
- 弦哲也のFTVカラオケグランプリ（2007年11月 - 2010年9月）
- エキサイティング競馬（2008年10月 - 2013年3月）
- サタふく（2008年4月 - 2013年3月）
- FTVニュース

### フリー
- ニュースワイド21（2013年4月 - 2016年4月、とちぎテレビ） - 木・金曜担当[4]
- アントレプレナーライブ（2013年5月 - 、ビジネス・ブレークスルー）
- ラジオ日本ニュース・天気予報（2014年12月 - 不明、ラジオ日本） - 土曜（夜）・日曜（朝）担当
- 先読みマーケット・アウトルック（東海東京TV）
- 外国株式投資コンパス（東海東京TV）

## 書籍
- アナウンサーがやっている!1分で心に刺さる印象術（2019年5月25日、彩図社）ISBN 978-4-8013-0376-8